# (+)-cis-2-アミノメチルシクロプロパンカルボン酸
(+)-cis-2-アミノメチルシクロプロパンカルボン酸((+)-cis-2-Aminomethylcyclopropane carboxylic acid、(+)-CAMP)は、GABAC亜類型のための選択的なGABAアゴニストである。